# Patricia Vinnicombe
Patricia Joan Vinnicombe, née le 17 mars 1932 en Afrique du Sud et morte le 30 mars 2003 en Australie, est une archéologue sud-africaine, connue pour avoir révélé de nombreuses peintures rupestres San dans les vallées et les contreforts du Drakensberg, en Afrique australe, et pour avoir eu une approche novatrice dans l’étude de ces peintures en utilisant des sources ethnographiques. Elle a également joué un rôle significatif dans la préservation de l'art aborigène en Australie-Occidentale.

## Jeunesse et formation
Patricia Vinnicombe est née dans le district de Mount Currie, dans l'est du Griqualand, dans la province du Cap, en Afrique du Sud, et a grandi dans la ferme de West Ilsey, dans le district d'Underberg, au KwaZulu-Natal, un territoire entouré de peintures rupestres dans les montagnes du Drakensberg. Ces montagnes ont été le territoire de chasse et de cueillette des populations San pendant des millénaires. La structure géologique des montagnes du Drakensberg, avec une épaisse strate de grès tendre entre deux strates de roches plus dures, est en effet propice à la formation de grottes et d’abris-sous-roche. Patricia Vinnicombe réalise, encore adolescente, ses premières copies de ce type de peintures. Elle va à l'école à Underberg et à Pietermaritzburg.
Elle étudie à l'université du Witwatersrand, où elle obtient un diplôme d'ergothérapeute en 1954, puis travaille comme thérapeute à Londres, mais des contacts avec les paléoanthropologues Raymond Dart et Phillip Tobias à l'université du Witwatersrand l'amènent à s’intéresser davantage à l'étude des peintures rupestres de la région du Drakensberg, peintures qu’elle connait depuis son enfance. Pendant son séjour à l'université du Witwatersrand, elle apprend les techniques de base pour faire des relevés de peintures rupestres et développe ses propres techniques de traçage des peintures rupestres.
Pendant qu'elle travaille à Londres en tant que thérapeute, elle réussit également à exposer son travail à l'Imperial Institute (devenu en 2007 le Commonwealth Education Trust). L'accueil positif durant l'exposition l'incite à développer une méthode plus détaillée de copie des peintures rupestres. Ceci lui donne l'occasion de retourner en Afrique du Sud et de se consacrer aux peintures rupestres dans le Drakensberg.

## Archéologue en Afrique
En 1958, elle entreprend une étude détaillée du Drakensberg afin d'enregistrer toutes les peintures rupestres qui s'y trouvent. Cette recherche, financée par le Human Sciences Research Council, est menée sous la supervision de B.D. Malan, secrétaire de la Commission des monuments historiques. Ils conçoivent également un programme d'analyse numérique, à l'aide de cartes perforées.
C'est en travaillant dans le Drakensberg que Patricia Vinnicombe rencontre l'archéologue Patrick Carter, qui avait effectué des fouilles au Lesotho et au KwaZulu-Natal. Ils se marient en 1961 et, à leur retour à Cambridge, en Angleterre, Patricia Vinnicombe obtient une bourse de recherche à Clare Hall. Cela lui permet de continuer à analyser les données qu'elle a recueillies dans le Drakensberg.
Elle est profondément influencée par les théories ethnologiques et encouragée par les ethnologues Edmund Leach et Isaac Schapera, et par l'archéologue anglais Peter Ucko. Cela la conduit à explorer les archives de l'histoire, de la vie et des croyances du peuple San. Pendant cette période, elle entretient une correspondance avec David Lewis-Williams. Elle consulte également les archives du Natal à Pietermaritzburg, la bibliothèque de la Natal Society, le Killie Campbell Africana Museum et le Natal Museum pour obtenir davantage d'informations sur l'histoire et les origines des San.
En 1967, le South African Archaeological Bulletin publie sa méthodologie et le South African Journal of Science publie quelques résultats préliminaires parmi les 8 478 images qu'elle a identifiées. L'étude indique que l'art de différentes régions peut être comparé à l'aide de techniques numériques. Cette idée va finalement transformer l'étude de l'art rupestre sud-africain en une recherche scientifique.
En 1972, elle publie son article Myth, motive and selection in Southern African Rock Art dans lequel elle combine l'ethnographie San et l'art rupestre en mettant l'accent sur les images de l'antilope éland, le thème animalier le plus communément représenté dans l'art rupestre San.
En 1976, elle publie le livre People of the Eland : rock paintings of the Drakensberg Bushmen as a reflection of their life and thought. L'université du Natal publie l'ouvrage et l'université de Cambridge lui décerne un doctorat. Au moment de la mort de Vinnicombe, le livre était toujours un ouvrage de référence largement utilisé.
Patricia Vinnicombe et Patrick Carter travaillent pendant plusieurs périodes au Ghana, en Tanzanie, en Éthiopie et en Égypte. Patricia Vinnicombe aide à documenter les sites de l'UNESCO qui devaient être engloutis par le remplissage du haut barrage d'Assouan, en Égypte, dans les années 1960 et début des années 1970. En 1974, Patrick Carter et Patricia Vinnicombe recherchent des sites d'art rupestre dans les provinces de Hadar et Dire Dawa, en Éthiopie.

## Archéologue en Australie
En 1978, Patricia Vinnicombe émigre avec son fils en Australie, où elle est employée par l'Institut australien d'études aborigènes (AIA), à Canberra, et par le Service des parcs nationaux et de la faune sauvage en Nouvelle-Galles du Sud. Elle consacre également du temps près de Sydney pour étudier les sites aborigènes dans le cadre du projet archéologique de North Hawkesbury, avant la construction d'un barrage dans la région. Le projet prend fin en 1980 et le rapport de Patricia Vinnicombe sur ce travail, intitulé Predeliction and Prediction : a study of Aboriginal sites in the Gosford-Wyong region, n'a jamais été publié.
Patricia Vinnicombe utilise les données du projet de North Hawkesbury pour déterminer diverses caractéristiques des abris-sous-roche autochtones. Ces caractéristiques sont ensuite appliquées aux abris-sous-roche de la zone du barrage de Mangrove Creek avant l'achèvement du barrage, afin de déterminer s'ils ont été habités. Les recherches ont ensuite été étendues au-delà des abris-sous-roche et ont débouché sur un concept appelé « gisements archéologiques potentiels », c'est-à-dire des sites qui présentent les caractéristiques d'avoir été habités et qui pourraient contenir des objets. Dans les zones où ces sites sont menacés, ils peuvent être identifiés et faire l'objet de fouilles expérimentales. Cela permet de détecter des sites archéologiques avant qu'ils soient mis en évidence (et potentiellement endommagés) par des travaux de construction.
À partir de 1980, elle travaille comme chargée de recherche au département des sites aborigènes du Western Australian Museum, à Perth, et s'intéresse aux droits aborigènes, aux revendications territoriales et à la protection sociale. Elle affirme qu'il est plus facile d'interpréter l'art aborigène en Australie qu'en Afrique du Sud car elle peut demander aux Aborigènes contemporains quelles étaient les intentions des peintres.
Dans les années 1990, Patricia Vinnicombe s'implique dans une action de lobbying environnemental dans la péninsule de Burrup, en Australie-Occidentale, où les gravures aborigènes sont menacées par les émissions chimiques de l'industrie gazière implantée dans la région. En 1997, elle prend sa retraite, mais poursuit ses travaux grâce à une subvention de l'institut archéologique américain.
Patricia Vinnicombe retourne en Afrique du Sud pour des périodes de trois mois en 2001 et 2002 pour travailler à l'Institut de recherche sur l'art rupestre de l'université du Witwatersrand. Avec l'aide de son assistant J. Olofsson, elle consacre ce temps à cataloguer des copies d'art rupestre qu'elle avait réalisées dans les années 1950 et 1960 et qui n'avaient pas été examinées depuis. Ce travail a été financé par le Swan Fund de l'université d'Oxford . Elle devait retourner en Afrique du Sud en mai 2003, mais elle meurt subitement le 30 mars 2003 à Karratha, en Australie occidentale,. Elle était alors en voyage d'étude avec un collègue sud-africain, Warren Fish, avec qui elle avait enquêté sur les dommages éventuels causés à l'art aborigène par les émissions industrielles, comme elle l'avait fait dans les années 1990.